# Ajsza Biby
Ajsza Biby (kaz. Айша бибі) – mauzoleum z XI lub XII wieku znajdujące się we wsi Ajszabiby w obwodzie żambylskim w południowym Kazachstanie.

## Historia
Mauzoleum powstało w XI lub XII wieku, za panowania Karachanidów. Zbudowano je wedle podania dla 16-letniej Ajszy, która jechała na spotkanie z ukochanym Emirem z Tarazu i zmarła od ukąszenia węża nad rzeką, do której zeszła, aby się odświeżyć. Fundatorem mauzoleum miał być ów Emir. Możliwe, że inspiracją dla formy budynku w postaci zbliżonej do sześcianu z kopułą były mauzolea z X wieku budowane na terenie Uzbekistanu.
Budynek został poddany gruntownej restauracji, jedynie zachodnia ściana jest oryginalna, reszta została zrekonstruowana w 2. połowie XX wieku. Zachowane oryginalne elementy mauzoleum, w tym płytka w kształcie czteroramiennej gwiazdy z niejasną inskrypcją są przechowywane w muzeum w Tarazie.
Budynek jest wykorzystywany jako muzułmańskie miejsce modlitwy.

## Architektura
Budynek na planie kwadratu, nakryty stożkowym dachem. Wszystkie ściany są pokryte rzeźbionymi tablicami terakotowymi z ornamentami geometrycznymi, jest to jedyna budowla w Azji Środkowej udekorowana w ten sposób. W każdej ze ścian znajdują się nisze, wejście do środka prowadzi przez niszę wschodnią, w pozostałych znajdują się drewniane okna. We wnętrzu znajduje się grób nakryty tkaniną. W bezpośrednim otoczeniu znajduje się mauzoleum Babaży Katyn z X-XI wieku.

## Galeria

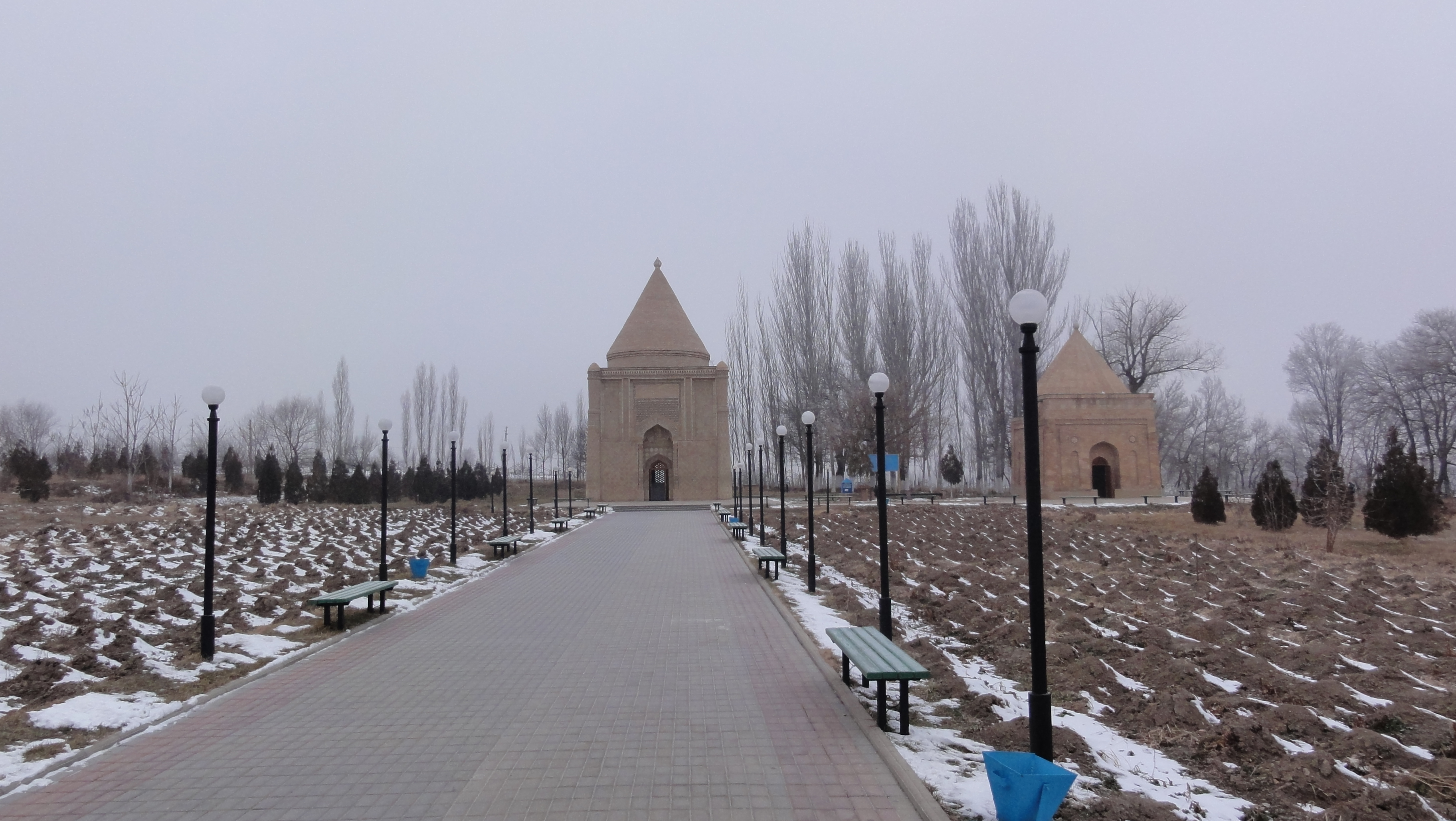
Droga do mauzoleów
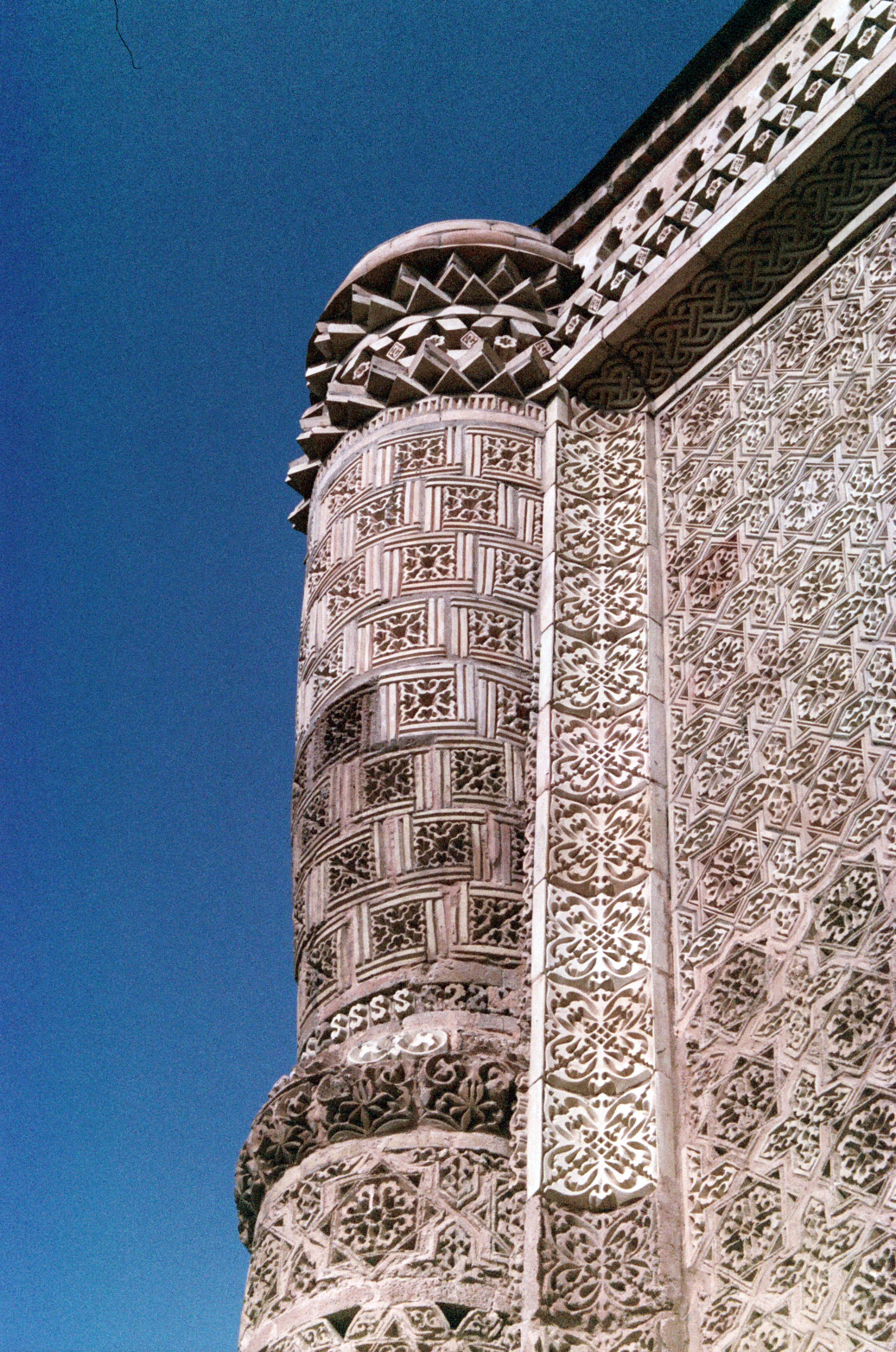
Narożnik
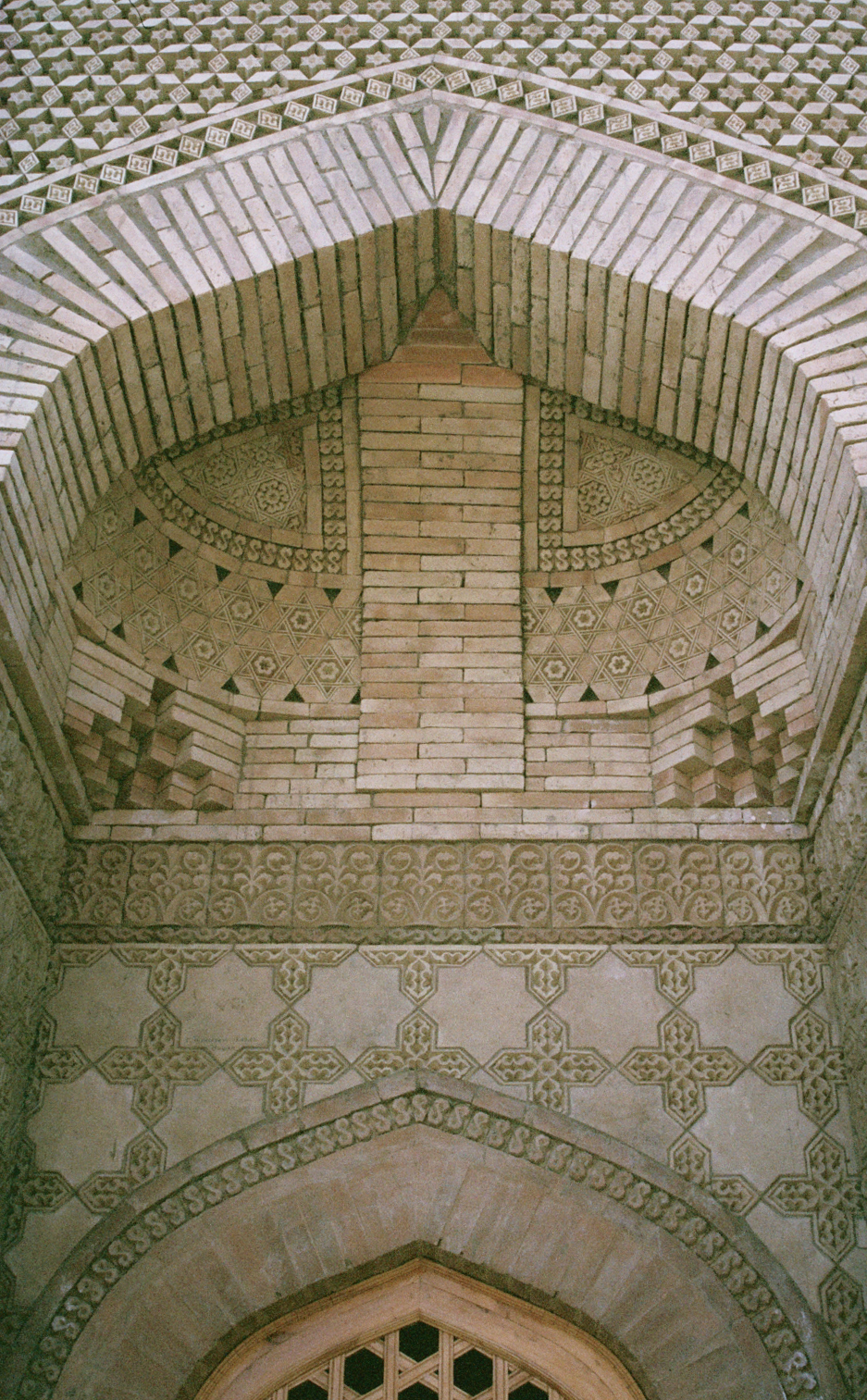
Nisza
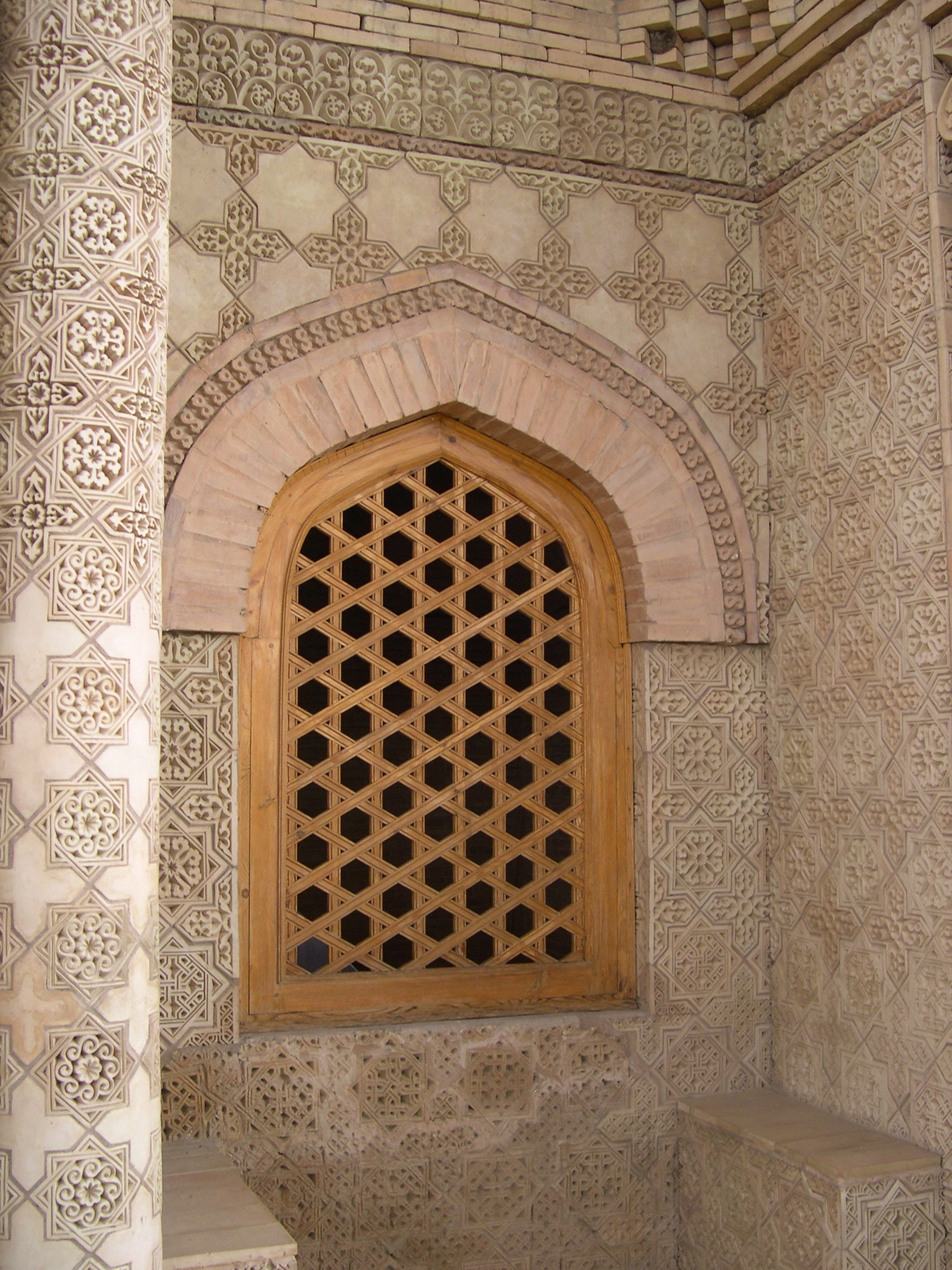
Okno
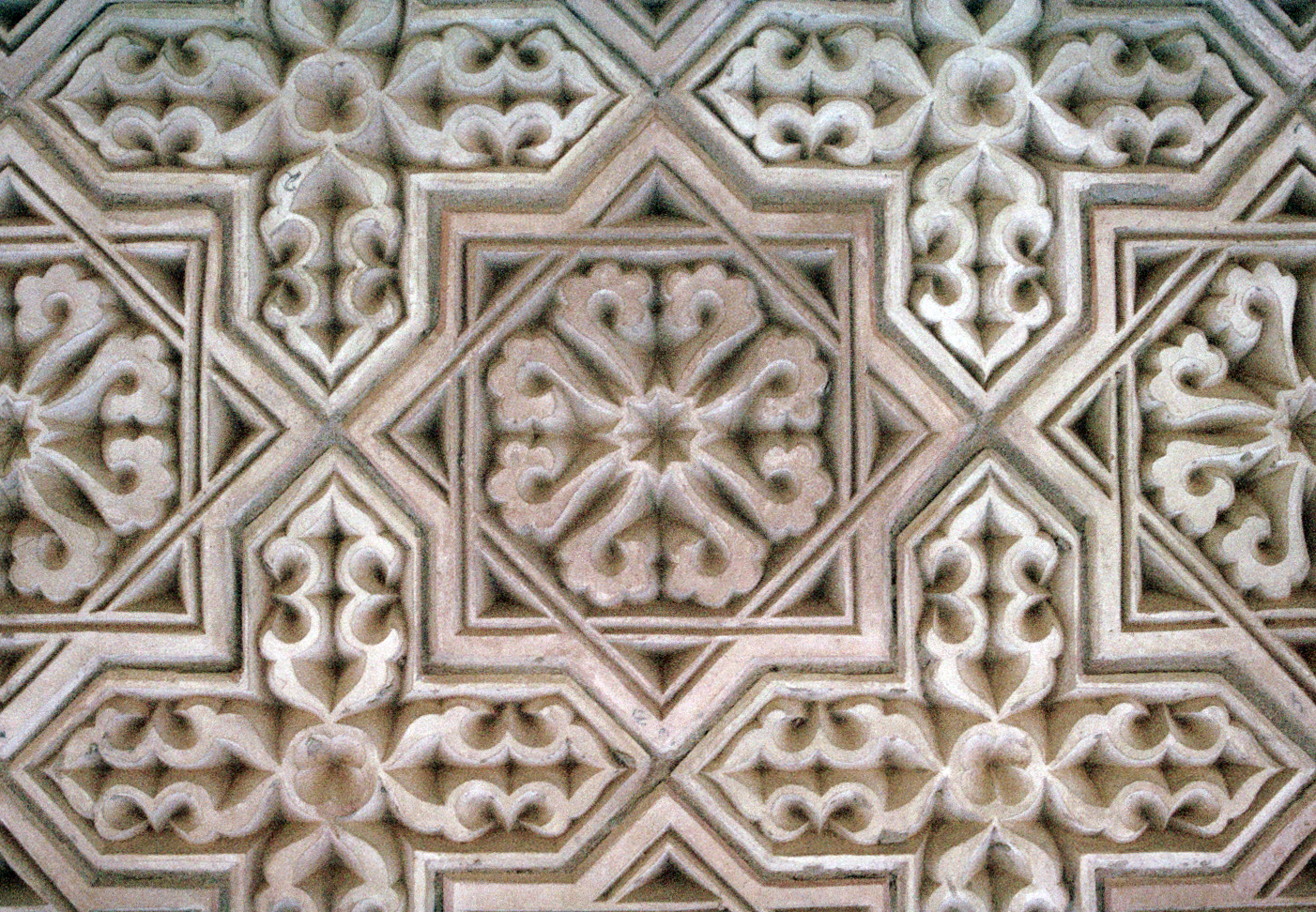
Ornamenty